# جيري دولان
جيري دولان (بالإنجليزية: Jerry Dolan)‏ هو لاعب كرة قدم أسترالية وسياسي أسترالي، ولد في 25 ديسمبر 1901 في أستراليا، وتوفي في 26 ديسمبر 1986. حزبياً، نشط في حزب العمال الأسترالي.

## روابط خارجية
- جيري دولان على موقع AustralianFootball.com (الإنجليزية)